# União das Freguesias de Vila Cova de Alva e Anceriz
União das Freguesias de Vila Cova de Alva e Anceriz, kürzer Vila Cova de Alva e Anceriz, ist eine Gemeinde (Freguesia) im Kreis (Concelho) von Arganil im mittleren Portugal.

## Geschichte
Die Gemeinde entstand im Zuge der Gebietsreform vom 29. September 2013 durch die Zusammenlegung der Gemeinden Vila Cova de Alva und Anceriz.

## Demographie
| Freguesia | Freguesia                   | Freguesia | Freguesia       | ehemalige Freguesias | ehemalige Freguesias | ehemalige Freguesias | ehemalige Freguesias |
| --------- | --------------------------- | --------- | --------------- | -------------------- | -------------------- | -------------------- | -------------------- |
| Wappen    | Freguesia                   | Einwohner | Fläche in (km²) | Wappen               | Freguesia            | Einwohner            | Fläche in (km²)      |
|           | Vila Cova de Alva e Anceriz | 535       | 17,13           |                      | Vila Cova de Alva    | 516                  | 12,72                |
|           | Vila Cova de Alva e Anceriz | 535       | 17,13           | Anceriz              | 146                  | 4,41                 |                      |